# 蕭晚
蕭晚（1484年—1550年），字啓旦，號東潭，江西吉安府吉水縣人，民籍，明朝政治人物。

## 生平
江西鄉試第四十七名舉人。正德十六年（1521年）中式辛巳科會試第二百三十一名，登第二甲第六十五名進士。授南京刑部广西司主事，三年以承德郎进山西司署员外郎，未幾，即真，進階奉直大夫。升郎中，历官湖广岳州府、廣東瓊州府知府。升广西按察司副使、右江兵备，晋广东布政司右参政、广东按察使，二十三年十一月升福建右布政使，二十四年四月升本省左布政，致仕归。卒年六十七。

## 家族
曾祖蕭謙德；祖父蕭世禎；父蕭廷□，母宋氏。兄啓泰。